# Smišljak (miasto Vrbovsko)
Smišljak – wieś w Chorwacji, w żupanii primorsko-gorskiej, w mieście Vrbovsko. W 2011 roku liczyła 21 mieszkańców.